# Bagnolo Mella
Bagnolo Mella (lombardisch: Bagnöl) ist eine italienische Gemeinde und Kleinstadt mit 12.437 Einwohnern (Stand 31. Dezember 2023) der Provinz Brescia in der Lombardei (Italien). 
Nachbargemeinden sind Capriano del Colle, Dello, Ghedi, Leno, Manerbio, Montirone, Offlaga und Poncarale.
Der Ort hat eine Bahnstation an der Bahnstrecke Brescia–Cremona.

## Städtepartnerschaften
Bagnolo Mella unterhält Städtepartnerschaften mit 
- Brie-Comte-Robert in der französischen Region Île-de-France,
- Stadtbergen in Bayerisch-Schwaben, Deutschland, seit 2004 und
- Bergen (Chiemgau) in Oberbayern, Deutschland, seit 2005

Brie-Comte-Robert und Stadtbergen sind 1987 eine Partnerschaft eingegangen.

## Söhne und Töchter der Stadt
- Vincenzo Foppa (um 1427–1516), Maler der Renaissance
- Norberto Bagnalasta (1930–1964), Autorennfahrer
- Eugenio Corini (* 1970), Fußballspieler